# Bolshaya Tes
Bolshaya Tes - Больша́я Тесь — Pequena e antiga aldeia na região de Novosiolovskoe, no Krai de Krasnoyarsk.

Nesta pequena aldeia nasceu o Chefe do Comitê Central do Partido Comunista da União Soviética ("ЦК КПСС") Konstantín Thernenko.

Foi inundada após a construção e vazão do reservatório de água de Krasnoyarsk.